# Sako

Ukázka saka na figuríně

Sako je část pánského obleku jako svrchní oděv. Jedná se většinou o oděv z vlny a jejích směsí, výjimečně z bavlny nebo různých umělých materiálů.
Sako může figurovat v pánském (a dámském) oblečení různých úrovní formálnosti: od sportovního saka, které se dá kombinovat s džínami nebo kraťasy a může mít loketní záplaty, přes blejzr až po dvoudílný nebo trojdílný oblek. U společenského obleku je sako vyhotoveno ze stejného materiálu jako kalhoty. Slavnostnější než sako (coby součást obleku) je frak a žaket.
Cenově i kvalitativně se liší podle výrobce a použitého materiálu. Tradiční obleková saka vyráběly v bývalém Československu firmy OP Prostějov, Kras Brno, Ozeta Trenčín, OZKN Prešov a další menší výrobci. Po revoluci se setkáváme se značkami Diesel, Zara, Reserved, Kenvelo, Gas a mnohými dalšími. Saka navrhuje také mnoho známých světových návrhářů, mezi ně patří Armani, Hugo Boss a mnozí další. Je určeno k formálním a společenským akcím (pracovní schůzka, pohovor, vernisáž, návštěva vytříbené restaurace, …) nebo slavnostním příležitostem (opera, divadlo, svatba, …).
Mezi konzervativní barvy obleku patří černá, hnědá, šedá nebo tmavě modrá. Pro slavnostní příležitosti a večerní akce je vhodná černá. Na méně slavnostní příležitosti nebo přes den nebo v teplých měsících jsou přijatelnější i světlejší barvy jako béžová, světle hnědá, režná, krémová a bílá (která je populární též v teplých a exotických krajích).
Tradičně bylo sako určeno pro muže, ženy si jeho nošení prosadily teprve před několika dekádami. Saka pro ženy mají specifický střih, většinou jsou více upnuté v pase a jejich výška bývá kratší, často i nad pas (zkrácený střih). Pro ženy je též sako typické v souvislosti s tzv. business stylem, vhodným pro nošení v práci, a lze ho kombinovat jak s kalhotami tak sukní.

## Nošení a kombinování
K saku se hodí klasicky košile (s modernější formou límce a dlouhými rukávy) doplněná případnou vestičkou nebo pulovrem či kardiganem, podle příležitosti navíc kravata nebo motýlek. Méně často se k saku nosí svetr nebo triko s tzv. želvím krkem (to pak bez dalších doplňků). Pro chladné počasí lze přidat šálu nebo (jako další vrstvu) kabát.
Sako obvykle má dvě (spodní) kapsy a jednu až dvě náprsní kapsy, popřípadě i vnitřní kapsy. Některá saka anglického střihu mají navíc tzv. ticket pocket, menší kapsičku nad pravou spodní kapsou. V levé náprsní kapse může být nošen kapesník coby módní doplněk. Obdobně, na (většinou levé) klopě může být dírka pro květ nebo na ni může být připnut odznáček nebo brož.
Saka se téměř výhradně zapínají na knoflíky; jejich počet bývá jeden až čtyři (větší počet, popř. knoflíky nahrazené háčky bylo časté u historických slavnostních svrchníků). Je-li knoflíků více než jeden, pak se poslední knoflík nikdy nezapíná (výjimkou jsou dvouřadá saka a některé uniformy); u tří a více knoflíků svrchní knoflík může být zapnutý nebo nemusí. Odepnutí všech knoflíků u saka by mělo předcházet posazení (kdy setrvává formální situace), ne však u dvouřadého saka. Zcela sundat sako je vhodné v interiéru při započetí nějaké neformální činnosti (pohoštění na návštěvě, stolování v rodinném prostředí, práce v kanceláři, ulehnutí na lůžko u doktora, před usednutím za volant…).

## Rozdělení sak
podle řad knoflíků
- jednořadé
- dvouřadé

střihy
- Regular fit / rovný střih – klasický střih saka vhodný pro všechny postavy.
- Slim fit – střih zeštíhlený v pase, který zvýrazní ramena a postavu, vhodný pro sportovní postavu.
- Oversized – nadměrný střih, který se hodí pro vyšší postavy.
- Zkrácený – zejména u dámských sak, nehodí se pro vyšší postavy

styl
- anglický – typickým prvkem jsou šikmé kapsy
- italský
- mandarinský/orientální – bez výstřihu a bez klop, místo toho s nízkým kolárkem (viz níže)

klopy
- peaked lapel – klopa se špičkou
- notched lapel – stupínková klopa
- shawl lapel – oblá klopa
- bez klop – se zvednutým límečkem; typické ve východních kulturách (Čína, Indie, Pákistán, Vietnam, …)

Smokingové sako má klopy typicky zvýrazněné lesklou látkou (nejčastěji saténem). Na rozdíl od kabátu klopy kolem zátylku nejde zvednout, resp. k tomu nejsou určeny.
rozparky (vents)
- jeden (vzadu uprostřed)
- dva (vzadu po stranách)

Jednořadé a dvouřadé sako
Notched lapel – stupínková klopa
Peaked lapel – klopa se špičkou
Shawl lapel – oblá klopa